# One Man Army
One Man Army är det finländska folk/melodisk death metal-bandet Ensiferums sjätte studioalbum, utgivet i februari 2015 på Metal Blade Records, bandets första album på detta bolag. Albumet gavs även ut i digibookversion.
En musikvideo spelades in till titelspåret.
One Man Army var bandets sista album med Emmi Silvennoinen.

## Låtlista
1. "March of War" (instrumental) – 1:32
2. "Axe of Judgement" – 4:33
3. "Heathen Horde" – 4:12
4. "One Man Army" – 4:25
5. "Burden of the Fallen" – 1:49
6. "Warrior Without a War" – 5:24
7. "Cry for the Earth Bounds" – 7:31
8. "Two of Spades" – 3:39
9. "My Ancestors' Blood" – 4:30
10. "Descendants, Defiance, Domination" – 11:20
11. "Neito pohjolan" – 4:10

Bonusspår på digibookutgåvan
1. "Rawhide" (Ned Washington-cover) – 2:34
2. "Warmetal" (Barathrum-cover) – 2:54
3. "Candour and Lies" – 4:10
4. "Bonus Song" – 4:29

## Medverkande
Musiker
- Petri Lindroos – growl, gitarr
- Markus Toivonen – gitarr, sång, körsång
- Sami Hinkka - basgitarr, sång, körsång
- Emmi Silvennoinen - keyboard, piano, hammondorgel, körsång
- Janne Parviainen – trummor, körsång

Bidragande musiker
- Netta Skog - sång, dragspel
- Tanja Varha - körsång
- Bianca Hösli - körsång
- Heidi Parviainen - körsång
- Tuomas Nieminen - körsång
- Petteri Lehikoinen - körsång
- Mikko P. Mustonen - orkestrering, körsång, dubbelvissla
- Tapio Kuosma - körsång
- Jukka Hoffrén - körsång
- Manu Lohi - dubbelvissla
- Toni Salminen - körsång
- Skid - körsång
- Miitri Aaltonen - sång
- Jukka-Pekka Miettinen - sång, körsång
- Frederik - sång
- Lassi Logrén - nyckelharpa
- Timo Väänänen - kantele
- Matti Häkämies - berättarröst
- Heri Joensen - berättarröst, sång
- Olli Haavisto - steelgitarr

Produktion
- Anssi Kippo – producent, inspelningstekniker, mixning, mastering, musikarrangemang
- Gyula Havancsák – omslagskonst, booklet
- Ester Segarra – foto